# Molí de Roca (Sant Miquel de Campmajor)
El Molí de Roca és una obra de Sant Miquel de Campmajor (Pla de l'Estany) inclosa a l'Inventari del Patrimoni Arquitectònic de Catalunya.

## Descripció
Es tracta d'un mètode per dirigir l'aigua del riu cap al molí mitjançant rescloses de fusta clavades amb troncs a les roques de la llera del riu. Més endavant trobem el carcabà (paredat amb arc de volta aparellada) i la bassa.

## Història
Aquest sistema de rescloses té el seu origen en l'època medieval.